# Moda callejera japonesa
Existen muchos estilos de modas callejeras japonesas, creadas a partir de la mezcla de tendencias locales y extranjeras. Algunos de estos estilos son extremos y vanguardistas, similares a la alta costura vista en pasarelas europeas. El ascenso y caída de éstas tendencias ha sido narrada por Shoichi Aoki desde 1997 en la revista de moda FRUiTS, destacada revista por su fomento de la moda callejera en Japón.
En 2003, el J-hip hop, el cual había estado presente desde hacía mucho tiempo en los clubes subterráneos de Tokio, influenció en la corriente principal de la industria de la moda. La popularidad de la música era tan influyente que los jóvenes de Tokio imitaban a sus cantantes favoritos de hip-hop desde su forma de vestir con ropa de gran tamaño hasta su piel bronceada.

## Moda callejera japonesa moderna
Aunque los estilos han cambiado a través de los años, la moda callejera sigue formando parte importante de la cultura japonesa, jóvenes adultos pueden ser vistos a menudo usando estilos de subculturas encontrados en grandes distritos de moda urbana como Harajuku, Ginza, Odaiba, Shinjuku y Shibuya.

### Lolita

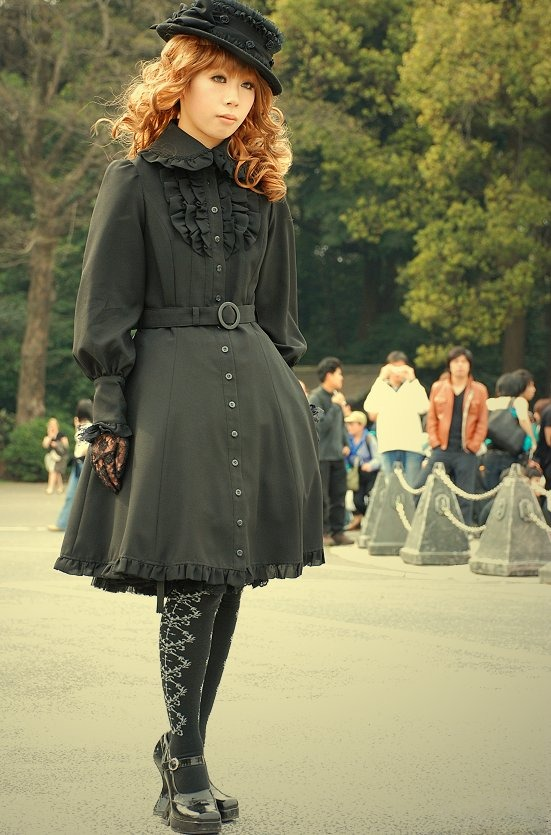
Lolita Gótica

Conteniendo muchos temas diferentes dentro de sus límites, la moda Lolita se ha convertido en uno de los más grandes y reconocibles estilos de moda callejera japonesa y está recibiendo gran interés mundial. Los estilos más conocidos dentro de la moda Lolita son los siguientes:
- Gothic Lolita - Es un tipo de Lolita con gran influencia en el estilo gótico victoriano y del este. Se caracteriza por el uso de colores oscuros, cruces, murciélagos y arañas así como muchos otros 'iconos' góticos. Puertas de hierro victorianas y diseños arquitectónicos pueden ser vistos a menudo en los estampados de los vestidos. La faldas son usadas a la altura de la rodilla con enaguas debajo para agregar volumen. Las blusas o camisas con encaje o volantes son usadas para asemejase al estilo victoriano. Calcetines hasta la rodilla con botas, sombreros, broches y sombrillas dan el toque final a este estilo de lolita.
- Sweet Lolita - Es el estilo más infantil, caracterizado por el uso de temas como cuentos de hadas, animales pequeños e inocente vestimenta infantil. Fue inspirada originalmente en la vestimenta de los niños victorianos y Alicia en el país de las maravillas. Hello Kitty, Rilakkuma y muchos otros personajes de la cultura pop son usados por las Sweet Lolita. Se usan colores pastel y colores apagados como el negro, rojo y azul oscuro. Grandes moños para la cabeza, lindas bolsas, elegantes sombrillas y animales de peluche son algunos de los accesorios más populares de este estilo.
- Punk Lolita - Un estilo experimental, resultado de la mezcla entre el punk y lolita. Puede llegar a verse hasta cierto grado de-construido o alocado, pero manteniendo la silueta típica de lolita.
- Classic Lolita - Es un estilo muy tradicional, asemeja a un estilo de negocios y se concentra en el uso de colores claros como azul, verde y rojo.
- Kodona - También llamado 'estilo masculino' u ōji - Es una versión más masculina de lolita, influenciado por la vestimenta de los hombres. Los 'pantalones Prince', los cuales son un tipo de pantalones cortos estilo capri que cortan fuera de la rodilla, usualmente con algún tipo de detalle (como por ejemplo los puños con encaje). Usados comúnmente con blusas masculinas, sombreros calcetines hasta la rodilla etc.[3]

### Gyaru

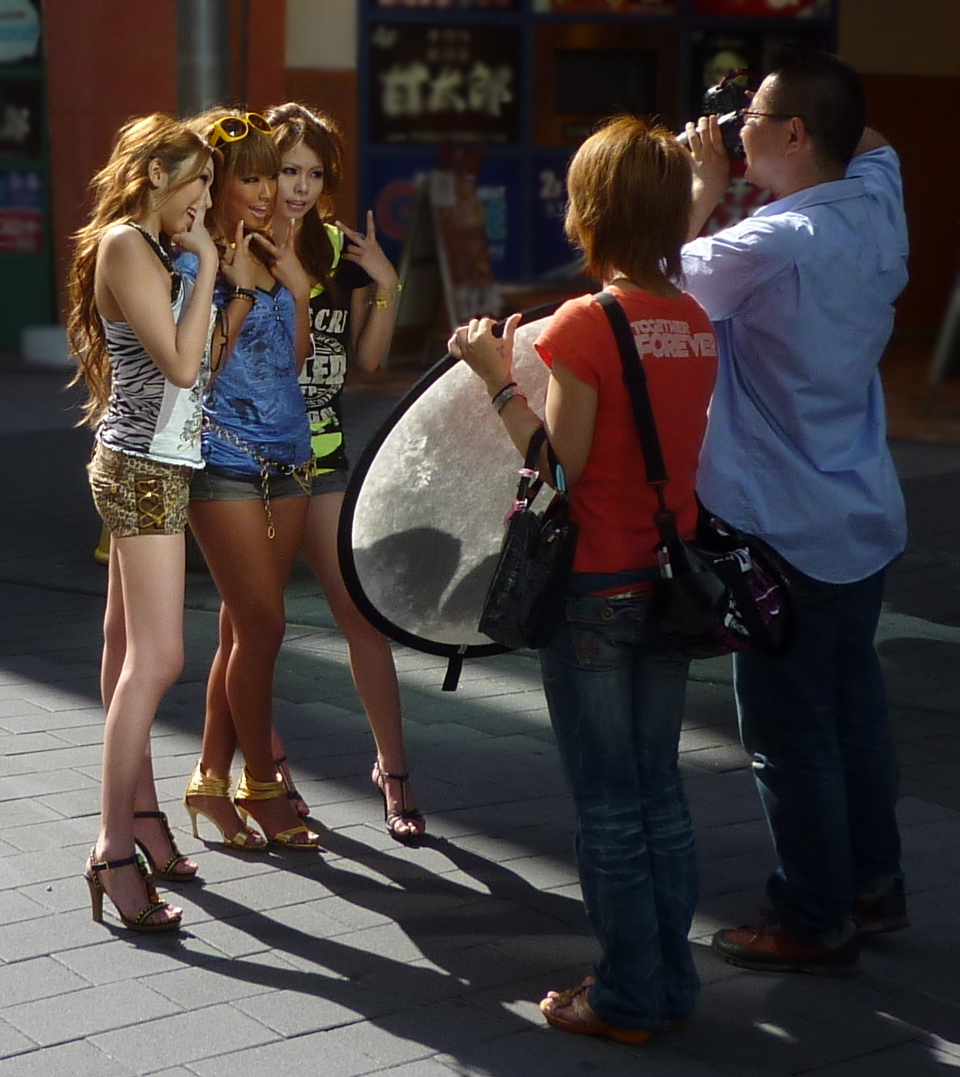
Gyaru siendo fotografiado en Ikebukuro, 2009

Gyaru, también referido como ganguro, aunque este último es en realidad una sub-categoría del estilo gyaru. Es un tipo de moda callejera japonesa originada en los años de 1970. El estilo gyaru se enfoca en un estilo muy femenino y glamuroso que radica en el uso de belleza artificial (pelucas, pestañas postizas, uñas postizas, etc.). La moda Gyaru también fue inspirada en gran medida en la moda occidental. Contrario a los estereotipos[cita requerida], no todos los seguidores de esta moda visten de una manera sexualmente provocativa. La apariencia de los gyaru es variada y no se limita al pelo rubio y piel bronceada.

### Ganguro

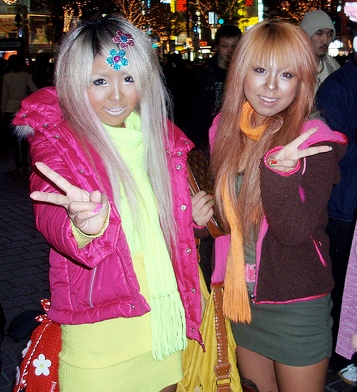
Dos chicas ganguro en Tokio, abril del 2008

Este estilo de moda callejera cobró popularidad entre las jóvenes japonesas a principios de los 90 y se convirtió en tendencia a principios de los 2000. Ganguro pertenece a una de las más grandes subculturas de la moda gyaru. Incluye comúnmente vestimentas de colores brillantes, minifaldas y pareos teñidos. Los principales elementos del estilo ganguro consisten en la decoloración del cabello, piel bronceada, pestañas postizas, delineador blanco y negro, pulseras, aretes, anillos, collares y zapatos con plataforma.

### Kogal

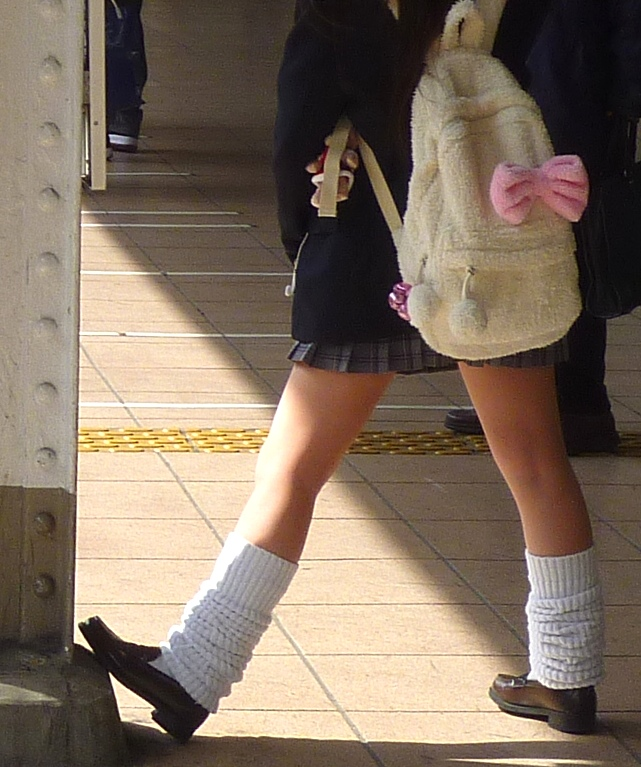
Una kogal es identificada por sus holgados calcetines y su corta falda

El estilo kogal (kogyaru) está basado en los uniformes escolares, pero con una falda mucho más corta, calcetines holgados y el cabello comúnmente decolorado. Las chicas a veces usan gyaru (gals) para referirse a ellas mismas. Este estilo fue utilizado en su mayoría en los 90s y desde entonces, su uso no ha alcanzado demasiada popularidad.

### Kuroi Niji
Kuroi Niji (jap. 黒い虹, "Kuroi Niji", Esp. Arcoiris Negro) es una moda callejera fundada por Bou Osaki cerca del 2012. Este estilo es una mezcla entre arcoíris y negro; y una mezcla entre lo tierno y lo tenebroso.  (Kuroi Niji Facebook)

### Bōsōzoku

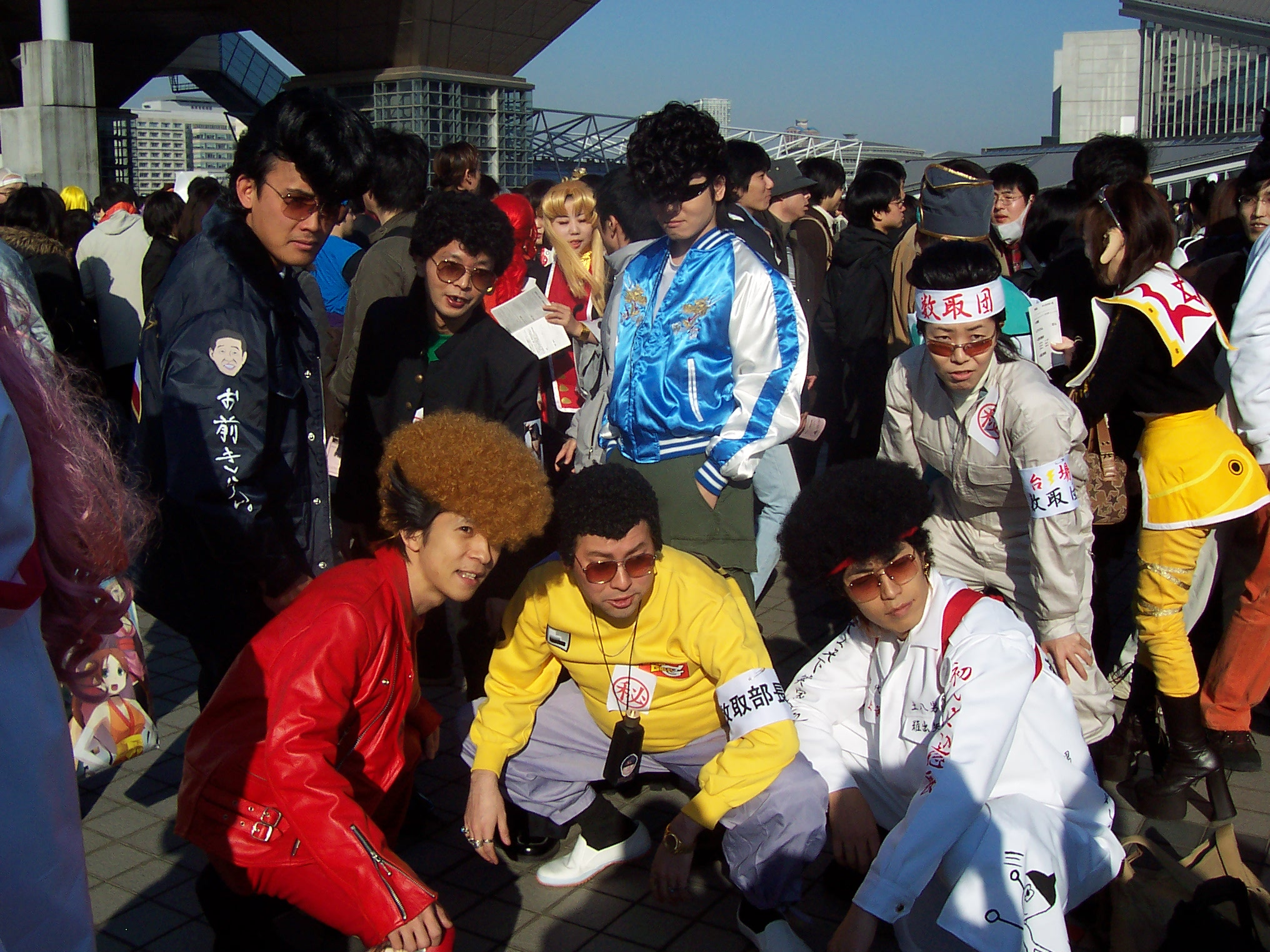
Cosplayers japoneses vestidos con estilo bōsōzoku

Aunque la moda bōsōzoku no ha sido popular desde los 90, el estereotipado estilo bōsōzoku es comúnmente representado y hasta cierto punto caricaturizado en muchos medios de japoneses como el anime, manga y películas. El típico miembro bōsōzoku es representado con un uniforme que consiste en de un mono-traje como los usados por trabajadores manuales o tokko-fuku (特攻服), un tipo de capa militar con lemas en kanji. Estas piezas son usadas generalmente abiertas, sin camisa debajo, mostrando torsos vendados y pantalones holgados metidos en botas altas .

### Decora
El estilo Decora se originó a finales de los 90 y comienzos de los 2000; generó gran popularidad dentro y fuera de Japón. La ropa es frecuentemente usada en color negro, rosa oscuro o rosa pastel, aunque algunos otros colores neón también eran aceptables. Una camisa simple con sudadera era usada con cortas faldas que asemejaban a tutús. El cabello (casi siempre usado en dos colas de caballo bajas con un largo flequillo) y el maquillaje tiende a ser bastante simple. Sin embargo, la parte más identificable de los decora es el apilar lindos accesorios en su flequillo y camisas hasta que éstos son apenas visibles. Medias, calentadores y calcetas hasta la rodilla también eran usados en capas. Algunos detalles usados incluyen los estampados de leopardo y máscaras quirúrgicas decoradas. El estilo fue remplazado/fusionado a finales de los años 2000 por el Fairy kei y OTT (over-the-top) lolita en Japón, aunque todavía es un estilo relativamente popular en el extranjero.
Visual kei
Visual kei es un estilo creado a mediados de los 80 por músicos japoneses que utilizan un llamativo maquillaje, peinados extraños y extravagantes vestimentas, parecidos al usado por bandas occidentales de glam rock y glam metal. La androginia es un aspecto popular del estilo. Algunos de los artistas más influyentes del estilo incluyen: X Japan, Luna Sea, Versailles, The Gazette, Mejibray, Royz, L'Arc en Ciel, An Cafe, Malice Mizer y Diaura.

### Oshare kei
Oshare kei es una versión del Visual kei y es visto como uno de los estilos más vanguardistas y elegantes de Japón. El estilo se concentra en la mezcla de distintos estampados, colores brillantes y elementos de la moda punk para lograr un look único. A diferencia del visual kei, el maquillaje es más simple y se concentra mayormente en los ojos. Perforaciones faciales también son comunes. Al igual que el visual kei, el oshare kei ha sido influenciado en gran medida por músicos. Algunos de ellos son An Cafe, Panic Channel, Ichigo69, Lolita23q, SuG, LM.C y Aicle.

### Angura kei
Angura kei es el estilo de visual kei más oscuro. La gama de colores de este estilo suele de negros, con el uso de picos y cadenas. El maquillaje es usado en color negro y en grandes cantidades. El estilo ha sido comparado con un gótico moderno.
Al igual que los otros dos estilos anteriormente mencionados, el Angura kei es influenciado en gran medida por un tipo música con el mismo nombre. Algunos de los más conocidos son: Mucc, Floppy, Guniw Tools, Metronome y Nookicky.

### Cult party kei
Cult party kei, llamado así por una tienda en Harajuku, Cult Party (ahora conocida como Virgin Mary). Es un estilo relativamente balanceado, basado en objetos religiosos del occidente como cruces y biblias. Aspectos comunes incluyen cruces colgadas en forma de collares, capas de tela de colores suaves, encaje color crema, lazos de razo y estampados de biblia. El maquillaje y peinado no es tan exagerado como otros estilos, en realidad, el Cult party kei es usualmente usado con maquillaje natural sin mucho énfasis en los ojos y peinados sencillos decorados con rosas. Cult party kei puede ser considerado como un subconjunto del dolly kei.

### Dolly kei
Dolly kei es un estilo basado en la representación japonesa de la Edad Media y los cuentos de hadas europeos, especialmente de los Hermanos Grimm y Hans Christian Andersen. Incluye en su mayoría ropa de estilo vintage y a veces se usan accesorios religiosos. Grimoire es una tienda en Japón que ha sido descrita como la 'tienda pionera detrás de la moda Dolly-kei'.

### Fairy kei
Es un estilo infantil. La ropa está conformada por colores pastel (como lavanda, azul cielo, rosa claro, menta, amarillo pálido, etc.) y se accesoriza elementos de líneas de juguetes occidentales de la década de los 80 y principios de los 90 como ángeles, juguetes y adornos para bebé. Algunas marcas pueden ser: My Little Pony, Strawberry Shortcake, Rainbow Brite, Popples, Lady Lovely Locks, Barbie, Wuzzles y Care Bears. El uso de tintes de cabello color pastel es común, aunque el cabello sin tintes también es usado. Las decoraciones para el cabello se mantienen simples y de la misma gama de colores que su ropa, el uso de moños es extremadamente popular. El término fairy-kei se originé de una revista llamada Zipper (a pesar de la creencia de que ésta fue creada por Sauri Tabuchi, el dueño de la tienda de ropa en Spank! en Tokio el cual fue el creador accidental del estilo).

### Mori girl
La moda Mori (que significa bosque), utiliza suaves y holgadas capas de prendas como vestidos vaporosos y cardigans. Pone énfasis en el uso de tejidos naturales (algodón, lino o lana) y accesorios vintage hechos a mano con el tema de la naturaleza. La gama de colores tiende a ser clara y neutral pero con estampados de algodón o flores también son usados. En cuanto a peinados, flequillo (comúnmente rizado) y el trenzado, son muy populares. Las chicas Mori se visten como niñas salidas de un bosque. El estilo es similar al dolly kei ya que ambos tienen como objetivo el asemejo a una muñeca, pero en el Mori se busca de una manera más casual y natural.

## Industria de la moda y marcas populares
Aunque la moda callejera japonés es conocida como una mezcla de diferentes estilos y géneros y ninguna marca puede abarcar todos los estilos de moda, la gran demanda creada por una población preocupada por la moda es apoyada por la vibrante industria de la moda en Japón. Issey Miyake, Yohji Yamamoto y Rei Kawakubo de la marca Comme des Garçons suelen ser llamados las tres piedras base de la moda japonesa. Juntos, fueron particularmente reconocidos como la fuerza de la moda japonés a principios de los 80s por su uso frecuente de colores monocromáticos y diseños vanguardistas.
En los 50, había algunas marcas que dirigían sus diseños especialmente a modas callejeras como es el caso de, Onitsuka Tiger (ahora conocida como ASICS). Pero sin duda fue hasta comienzos de los 90 que la industria vio florecer marcas específicas de moda callejera. Algunas de las más populares son: A Bathing Ape, Comme des Garçons, Evisu, Head Porter, OriginalFake, Uniqlo, Visvim, WTAPs y XLarge. Marcas de moda callejera colaboran con frecuencia con artistas populares y diseñadores para usar como estrategia de venta la edición limitada. Existen marcas que se dirigen a grupos de moda específicos. Por ejemplo, Angelic Pretty está dirigido al estilo lolita y Sex Pot Revenge al estilo punk.
Japón también es conocido por su importante consumo de marcas de lujo extranjeras. Según datos del año 2006, Japón consume el 41% del total de los artículos de lujo del mundo. La línea Blue de Burberry se encuentra entre una de las más exitosas en el país.

## Influencia internacional
La moda callejera japonesa influye principalmente en la Costa Oeste de los Estados Unidos. Marcas destacables de moda, como Comme des Garçons, han jugado un gran papel en la industria global desde los 80, especialmente a través de a través de diseños y marcas invitadas. En 2008, Rei Kawakubo diseñó para Louis Vuitton y H&M.
El trabajo de Tomoko Yamanaka fue presentado en la Semana de la Moda de Londres de 2010.

## Motivos sociales
Los motivos que impulsan la búsqueda de moda en Japón son complejos. En primera instancia, el ingreso relativamente grande puesto a disposición de los jóvenes. Muchos llegan a argumentar que la evolución de la moda en Japón fue posible debido a que los jóvenes siguen viviendo en casa de sus padres, reduciendo así los gastos de totales. Además, la aparición de una fuerte cultura joven que comenzó entre 1960 y 1970 y continúa hasta el día de hoy (especialmente en el distrito de Harajuku) e impulsa nuevos y diferentes estilos. El aumento del consumismo a una parte importante del "carácter nacional" japonés durante el boom económico de los 80s contribuyó en la búsqueda por la moda. Estos factores resultan en un rápido cambio y variabilidad de estilos populares en momentos dados.